# Gonomyia bidentata
Gonomyia bidentata är en tvåvingeart som beskrevs av Alexander 1922. Gonomyia bidentata ingår i släktet Gonomyia och familjen småharkrankar. Inga underarter finns listade i Catalogue of Life.